# 孙景淼
孙景淼（1958年3月—），浙江杭州人。中国共产党党员。中共浙江省委党校青干班毕业，浙江大学党政干部管理工程在职研究生学历。历任中共淳安县委副书记、代县长、县长，杭州市副市长、市委常委、常务副市长，浙江省农业厅厅长，浙江省发展和改革委员会主任等职。2013年1月当选浙江省人民政府副省长，同年2月兼任中共舟山市委书记。2015年8月不再担任中共舟山市委书记。2018年1月当选为浙江省政协副主席、党组副书记。2022年1月，辞去省政协副主席职务。